# Paolo Magelli
Paolo Magelli (Prato, 3 marzo 1947) è un regista italiano.
Dal 2010 al 2015 è stato Direttore generale del Teatro Metastasio Stabile della Toscana a Prato.
Magelli ha realizzato più di 150 spettacoli in numerosi Paesi. Nel 2014 ha ricevuto come riconoscimento alla carriera il Premio del Festival MESS di Sarajevo, uno dei più importanti premi europei per il teatro.
A partire dagli anni Ottanta le sue numerose regie lo hanno reso nell'area balcanica una delle personalità artistiche più controverse e conosciute. La sua influenza quindi si è estesa ai palcoscenici di tutta Europa e dell'America latina.

## Biografia

### Primi lavori in Toscana
Magelli ha studiato teatro e slavistica. Non ancora ventenne ha cominciato la sua attività registica presso il Teatro Studio di Prato, fondato nel 1965 e dal 1968 da lui diretto. Lì ha lavorato, fra gli altri, con Pamela Villoresi e Roberto Benigni. Poco dopo diventa assistente di Giorgio Strehler, con il quale ha steso i Manifesti sulla riforma del teatro toscano prima, e di quello italiano poi. Le visioni lì formulate non troveranno realizzazione, e i documenti sono conservati a Palazzo Medici Riccardi, sede del Governo regionale della Toscana, e a Montecitorio. Come la maggior parte dell'ensemble del Teatro Studio, Magelli lasciò Prato alla fine del 1973.

### Attività in Europa
Nel 1974 Magelli inizia a lavorare a Belgrado, prima presso il Teatro Nazionale, e poco dopo presso l'Atelier 212. Diventa sempre più conosciuto in tutte le città della Jugoslavia dell'epoca dove riceve numerosi premi, come a Sarajevo, Zagabria, Lubiana, Spalato, Skopje e Ragusa. Dalla metà degli anni Settanta ha partecipato al Festival Internazionale di Teatro BITEF, allora centro propulsivo dell'avanguardia europea. Lì incontra artisti ancora sconosciuti in Occidente, tra cui Robert Wilson, Pina Bausch, Lucian Pintilie, Antoine Vitez, ma anche vecchie conoscenze come Julian Beck, Judith Malina, Peter Zadek e Benno Besson.
Il pezzo Hotel Bellevue di Horváth viene rappresentato nell'ambito delle Settimane Viennesi (Wiener Festwochen) e poi gira in tournée in tutta Europa. Un altro grande successo europeo è stata la regia del Gabbiano di Anton Čechov con l'allora giovanissimo Miki Manojlovič nel ruolo principale.
A Parigi, dopo aver realizzato uno spettacolo insieme all'Atelier 2012, mette in scena I giganti della Montagna di Pirandello. In seguito viene invitato da Emmanuel de Vericourt al Téâtre de l'Est Parisienne (oggi Téâtre de la Colline) e approfondisce in quell'occasione la sua amicizia con Benno Besson. Negli anni seguenti prosegue in Francia l'attività come attore e regista, e contemporaneamente anche in Jugoslavia.

### Periodo in Jugoslavia
Nel 1985 si trasferisce a Zagabria. Quindi in Croazia lavora alla cosiddetta “Trilogia della guerra”, a partire dalle opere di Euripide, il suo autore più amato. Per l'allestimento delle tre tragedie sceglie luoghi particolari:  Le Fenici (1987) in un castello presso Dubrovnik, Elettra (1988) in un paese rinascimentale abbandonato sulla montagna di Spalato, Elena (1989) in una villa sulla costa: “Nel 1990 con Elena abbiamo già preannunciato chiaramente il periodo di guerra che sarebbe arrivato di lì a poco. Euripide mi aveva già raccontato tutto sulla tragedia jugoslava”. [2]
In Croazia Magelli si pone in relazione al tema del nazionalismo e sviluppa nel 1987 lo spettacolo Nazione attraverso una rielaborazione di quattro opere del drammaturgo tedesco Carl Sternheim Le mutande, Lo snob, 1913, Il fossile. Lo spettacolo aveva una durata di più di sette ore e fu messo in scena al Teatro ZKM, dove nel frattempo Magelli era diventato direttore artistico. Con questo pezzo il regista affrontò il problema del nazionalismo e della guerra e provocò i circoli intellettuali e politici della Jugoslavia, mentre il Paese covava già la guerra civile. Già prima Magelli aveva creato lo spettacolo “Le folli giornate” mettendo insieme Le nozze di Figaro di Beaumarchais e Il divorzio di Figaro di Horváth: questo lavoro profetizzava il crollo del regime comunista e suscitò innumerevoli controversie.
Dal 1989 Magelli iniziò a lavorare stabilmente a Wuppertal. Qui, durante la direzione di Holk Freytag, restò fino al 1997 e realizzò una quindicina di spettacoli. In questo teatro, inoltre, ebbe occasione di rincontrare Pina Bausch.
Durante l'allestimento di Fede, speranza, carità a Zagabria, scoppiò la guerra in Jugoslavia. A causa dell'oscuramento attuato per difendere la città dai bombardamenti, lo spettacolo fu portato in scena a mezzogiorno, mentre l'allestimento di un altro spettacolo, La grande magia di Eduardo De Filippo poté essere completato solo a Pola, mentre Zagabria subiva diversi bombardamenti. Molto presto il regista si schierò contro il regime nazionalistico di Franjo Tuđman e sottoscrisse un documento a favore della Bosnia e per i diritti dei Serbi in Croazia.
Il regista entrò a far parte di diverse organizzazioni umanitarie contrarie al regime. Dal 1992 non gli fu impedito di lavorare in Croazia. Condusse però degli allestimenti in Germania, in Svizzera e in Belgio. Nel 1995 decise di mettere in scena di nuovo a Zagabria, in aperta contrapposizione al regime dal quale aveva ricevuto l'interdizione. Nel foyer semidistrutto del Teatro Gavella lavorò all'allestimento del Giardino dei Ciliegi di Cechov, finanziandosi autonomamente. Lo spettacolo fu un trionfo.

### Attività internazionale
Nel 1996 Magelli trasferì il suo domicilio tedesco da Wuppertal a Vienna. Inoltre realizzò spettacoli a Budapest e di nuovo a Zagabria e a Spalato e le sue creazioni girarono in tutta Europa e anche oltre. Con la messinscena di Tre sorelle di Cechov vinse il Premio del Festival Sarajevo. Da quel momento condusse messinscene anche in diverse città dell'America latina.
Nel 2000, in occasione dell'anniversario delle crociate, Magelli lavorò presso il Teatro Nazionale della Palestina a Ramallah e nei teatri israeliani di Akko e Haifa. Queste furono le ultime occasioni di collaborazione fra attori palestinesi e israeliani, prima che iniziasse la seconda Intifada fra i due Paesi. Al progetto prese parte Goran Bregović con la sua orchestra.
A Rennes Magelli creò lo spettacolo L'utopia affatica le lumache, recitandovi anche, ed ebbe grande successo. Nel 2003 si spostò da Vienna a Dresda dove lavorò fino al 2009 presso lo Staatschauspiel.
Nel giugno 2010, dopo l'invito alla cattedra di Professore straordinario presso l'Università per le arti performative di Zagabria, Magelli diviene Direttore generale del Teatro Metastasio Stabile della Toscana, carica chemanterrà fino al 2015. Inoltre dal 2010 collabora con il Theater Dortmund. Qui realizza nel 2011 Leonce und Lena e nel 2015 Elektra di Alexander Kerlin.
Nel 2014 riceve il grosso riconoscimento del Premio MESS Sarajevo, vinto in precedenza da personalità come Frank Kostorf, Susan Sontag, Bibi Anderson e Peter Schumann.

## Fonti
Conversazione con l'artista presso il MESS Sarajevo: https://web.archive.org/web/20150217181113/http://www.mess.ba/eng/10-program-mess2014/45-artist-talk-with-paolo-magelli
Intervista a Paolo Magelli nel blog del Theater Dortmund durante l'allestimento di Elektra, gennaio-febbraio 2015: "Elektra è l'opposizione pura": http://blog.schauspieldortmund.de/neues/elektra-ist-der-pure-widerstand/ Archiviato il 22 dicembre 2014 in Internet Archive.